# Skällbergstjärnen (Degerfors socken, Västerbotten)
Skällbergstjärnen är en sjö i Vindelns kommun i Västerbotten och ingår i Umeälvens huvudavrinningsområde.